# Terminal (película de 2018)
Terminal (conocida en Hispanoamérica como La venganza perfecta) es una película de suspenso y cine negro, dirigida y escrita por Vaughn Stein, protagonizada por Margot Robbie, Simon Pegg, Dexter Fletcher, Max Irons y Mike Myers. La película se estrenó en Estados Unidos el 11 de mayo de 2018, a través de RLJE Films, antes de estrenarse en el Reino Unido el 6 de julio de 2018, con Arrow Films.

## Reparto
- Margot Robbie como Annie/Bonnie.[1]
- Simon Pegg como Bill.[2]
- Dexter Fletcher como Vince.[2]
- Mike Myers como Clinton/Mr. Franklyn[2]
- Max Irons como Alfred.[2]
- Katarina Čas como Chloe Merryweather.
- Nick Moran como Illing.
- Jourdan Dunn como Conejo.
- Matthew Lewis como Lenny.
- Thomas Turgoose como Raymond.
- Jay Simpson como Danny.
- Ben Griffin como Toby.
- Robert Goodman como Priest.
- Paul Reynolds como Doctor.

## Producción
El rodaje comenzó en mayo del 2016 en Budapest, Hungría, y tardó 27 noches. La filmación concluyó en septiembre de 2016, y se exhibió un corte en el Festival Internacional de Cine de Toronto para posibles compradores de distribución internacional.

## Estreno
En enero de 2018, RLJE Films adquirió los derechos de distribución de la película. En febrero de 2018, Arrow Films adquirió los derechos de distribución en el Reino Unido. Se estrenó en Los Estados Unidos el 11 de mayo de 2018, y en el Reino Unido el 6 de julio de 2018.

## Recepción
Terminal recibió reseñas negativas de parte de la crítica y mixtas de parte de la audiencia. En la página web Rotten Tomatoes, la película obtuvo una aprobación de 20%, basada en 60 reseñas, con una calificación de 4.2/10, mientras que de parte de la audiencia tuvo una aprobación de 39%, basada en 414 votos, con una calificación de 2.9/5.
Metacritic le dio a la película una puntuación 27 de 100, basada en 20 reseñas, indicando "reseñas generalmente desfavorables". En el sitio web IMDb los usuarios le han dado una calificación de 5.3/10, sobre la base de 8909 votos. En la página FilmAffinity tiene una calificación de 4.3/10, basada en 186 votos.